# Soledad Carrizo
María Soledad Carrizo (Villa Quilino, 21 de abril de 1977) es una abogada y política argentina de la Unión Cívica Radical. Fue intendenta de Quilino entre 2007 y 2013, y se desempeña como diputada nacional por la provincia de Córdoba desde 2013. Desde 2019 hasta 2021, fue vicepresidenta tercera del Comité Nacional de la Unión Cívica Radical.

## Biografía
Nació en Villa Quilino en 1977. Se recibió de abogada en la Universidad Católica de Córdoba en 2000 y al año siguiente de notaria en la misma casa de estudios.
Ingresó a la política en el ámbito de la Unión Cívica Radical (UCR). Se desempeñó como secretaria del Comité provincial de Córdoba y vicepresidenta del foro de intendentes radicales.
En 2007, con 30 años, fue elegida intendenta de Quilino, la primera mujer en el cargo. Fue reelegida en 2011.
En 2013 fue electa diputada nacional por Córdoba en la lista de la UCR, reelegida en 2017 en el segundo lugar de la lista de Cambiemos.
En 2018 votó en contra del proyecto de Ley de Interrupción Voluntaria del Embarazo.
Desde 2019 integra el interbloque de Juntos por el Cambio. Preside la comisión de Asuntos Cooperativos, Mutuales y de Organizaciones no Gubernamentales. Es secretaria de la comisión de Libertad de Expresión, y vocal en las comisiones de Acción Social y Salud Pública; de Asuntos Municipales; de Legislación del Trabajo; de Legislación Penal; y de Peticiones, Poderes y Reglamento. También fue presidenta de la comisión de Asuntos Municipales.
Es delegada nacional de la UCR por Córdoba y en diciembre de 2019 fue elegida vicepresidenta tercera del Comité Nacional de la Unión Cívica Radical. Antes era la protesorera.
Es prima hermana de la también diputada nacional Carla Carrizo.